# Bitti
Bitti (sardinsky: Bìtzi) je italská obec (comune) v provincii Nuoro v regionu Sardinie. Nachází se ve výšce 549 metrů nad mořem a má přibližně 2 600 obyvatel. Rozloha obce je 215,37 km².